# ドラゴンフルーツ

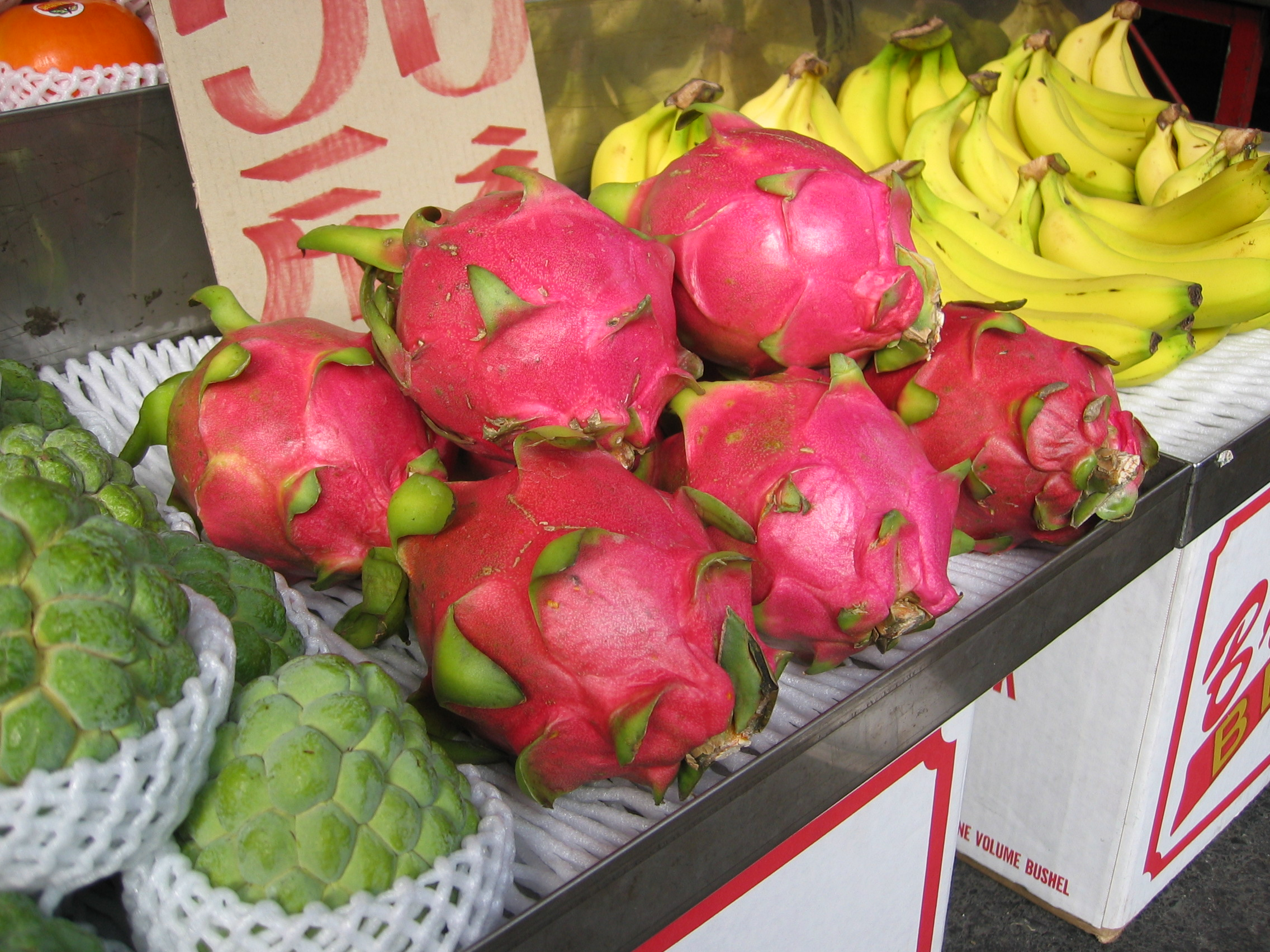
ドラゴンフルーツ （台湾 嘉義市にて）

ドラゴンフルーツ（dragon fruit）、別名ピタヤ（英語: pitaya）は、サボテン科ヒモサボテン属のサンカクサボテン等の果実を指す。赤い果実が目立つ。
ヒモサボテン属の植物はアメリカ合衆国南西部からベネズエラ・ペルーにまで分布するが:77、食用になる野生種はメキシコの亜熱帯高地の斜面および東西の半乾燥の海岸地帯に分布する:78-79。先コロンブス期から栽培されていたが、商業栽培は19世紀後半に始まった:77。フランス人によってベトナムにもたらされ、ベトナムでの栽培の歴史は100年を超える:147。
よく似たサボテンとしてクジャクサボテンや月下美人があるが、これらはサボテン科クジャクサボテン属である。クジャクサボテン属とヒモサボテン属は近縁種であるため、全体の外観や花や果実が似ている。

## 名称
ピタヤという名前はアンティル諸島の言語で「鱗のある果物」を意味する:77。スペイン語では pitahaya と表記するが、スペイン語の発音では「h」の文字は発音せず、「y」がヤ行とジャ行の中間の摩擦音になる（ジェイスモ）ため、「ピタジャ」または「ピタヤ」と聞こえる。また中米の多くの栽培現場では「ピタジャ」、「ピタージャ」と聞こえる発音をされるが、元来の「ピタハヤ」と発音し、「pitajaya」（スペイン語では「j」はハ行に近い発音をする）と表記する地区もある。日本ではピタヤ、またはピターヤとも読書きされる。
ベトナム語では「タイン・ロン (thanh long)」、すなわち「緑の竜（青竜）」と呼ばれる。これは熟する前の実が緑色であり、果実表面が竜をおもわせる鱗状をしていることによる:147。
中国語名は「火竜果」（繁体字: 火龍果、簡体字: 火龙果、拼音: huǒlóngguǒ）。日本では果皮が黄色いものを区別してピタヤ（イエローピタヤ）と呼んでいる場合もあるが、ピタヤは本来サンカクサボテン類の果実の総称であり、ベトナムから日本へ入り始めたころは赤いものもピタヤと呼んでいた。ドラゴンフルーツという呼び方は、ベトナムから輸出する際に中国語から直訳的に英語にした販売用の商品名であったが、現在は果実・果樹としてもこちらの商品名の方が一般的に広まっている。

## 果実の特徴

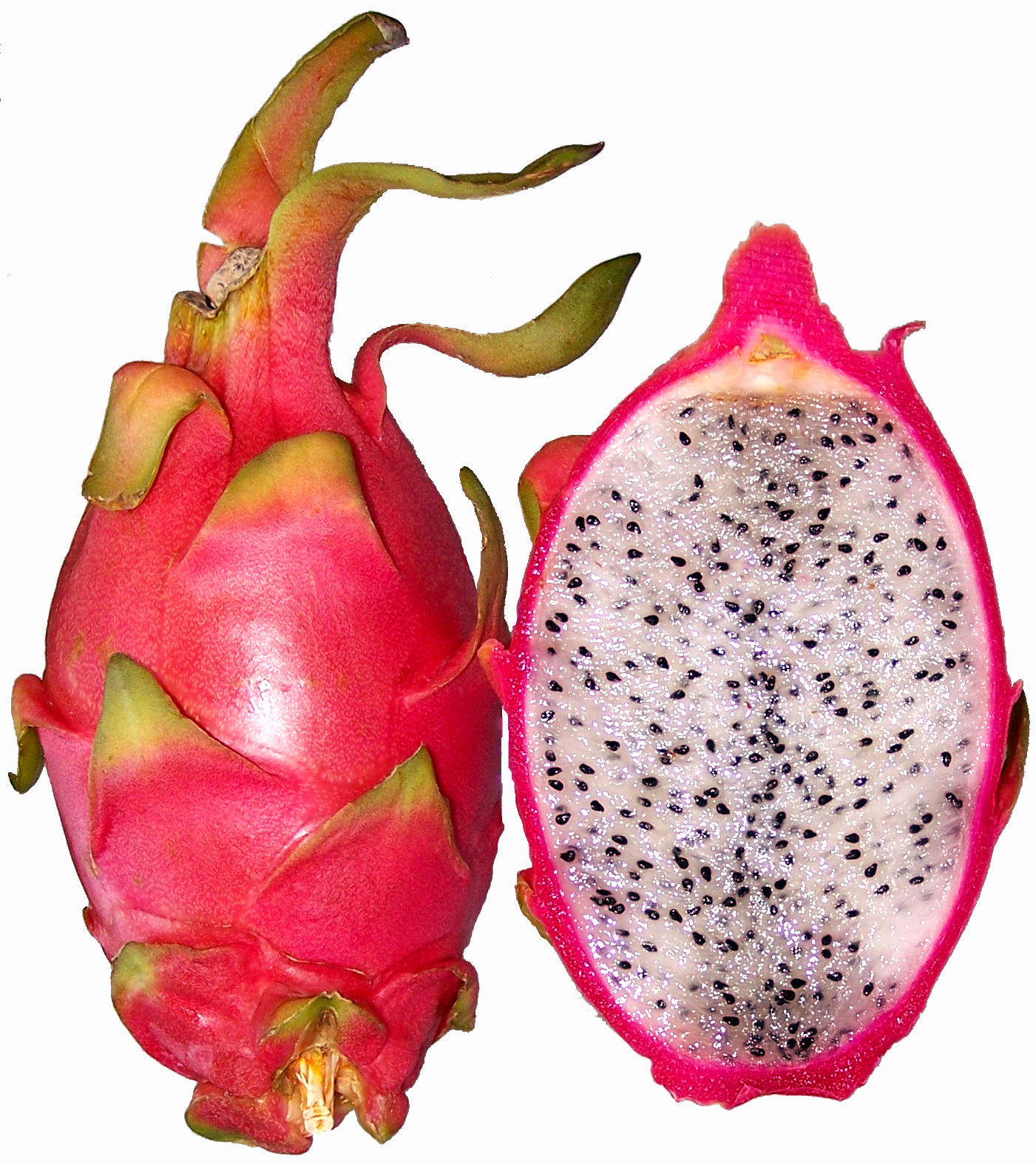
ドラゴンフルーツ Hylocereus undatus

### 果実
アボカド程度からそれ以上の大きさと形をしており、表面にサボテン科果実特有の葉のような緑色の突起物がある。果皮は光沢のある鮮やかな赤色が一般的だが、黄色のものもある。

### 果肉
果肉は白色のゼリー状が一般的で、ほかに黄色・赤色・紫色・桃色などもあり、それぞれホワイトピタヤ、イエローピタヤ、レッドピタヤなど色を付けて呼ばれている。豊富な果汁を含んでおり、一面に胡麻粒のような黒い種子がある。この種子は取り除かずに果肉ごと食べられるため、キウイフルーツと同じような食感がある。

## 利用

### 食用
果実のなかにある黒い種子が多数入った白い果肉を食べる。日本では「果実」だけを食するのが普通であるが、原産国では食用サボテンとして「花（蕾）」も「葉肉」も食べられており、捨てるところのない植物として重宝されている。

#### 味
南国フルーツのイメージが強いため、食べたときの薄味に驚く事が多い。ホワイトピタヤはほのかな甘味と酸味を持ち、レッドピタヤはホワイトピタヤよりわずかに甘くほのかな酸味を持つ。イエローピタヤは、ホワイトピタヤやレッドピタヤよりも甘くさっぱりとしていて酸味はない。ピンクピタヤは濃厚な甘味を持ち、一般に出回っているピタヤの中では最も甘い。ゴールデンドラゴンはホワイトピタヤよりも更に薄味と評されており、ミニドラゴンはホワイトピタヤに近い味とされる。果皮も生では固いが、火を通すと軟らかくなり、茹でたり炒めて野菜として食べることもできる。

#### 栄養素
アルブミン、アントシアン、ブドウ糖、リン酸、ポリフェノール、食物繊維、カロチン、カルシウム、鉄、ビタミンB1・B2、ナイアシン、ビタミンCなどが含まれており、健康食品として注目されている。赤肉種に含まれる色素は天然色素として染料や口紅などに使われ、衣服などに付着すると落ちにくいので注意が必要である。

### 染色
レッドピタヤの赤紫色の色素はベタレインであり果皮は染色への利用が研究されている。

### 接ぎ木
日本では果実・果樹よりも、ヒボタンなど他のサボテンを接ぎ木する台木としての利用普及が先行した。

## 生産地

### 主な産地

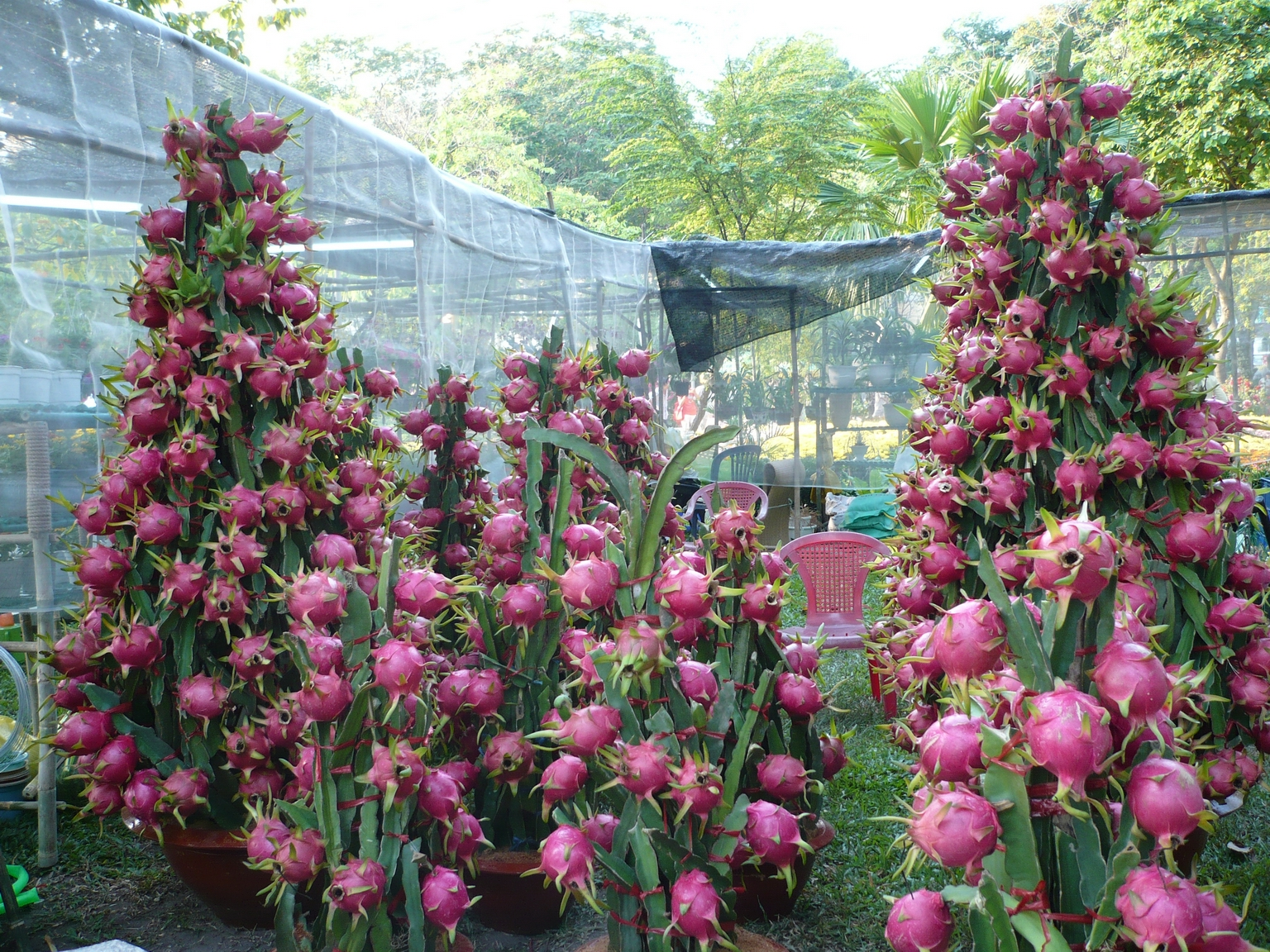
たわわに実ったドラゴンフルーツ

メキシコ、エクアドルなどの中南米、ベトナム、マレーシア、カンボジアなどの東南アジア、台湾、中国南部とイスラエルなどで主に栽培されている。近年はオーストラリア、スペイン、アメリカ合衆国南部、日本などでも栽培されている。

### 日本での流通
日本で流通しているもののほとんどは輸入品であり、これらは日持ちさせるために未熟果の段階で収穫され、収穫後のピタヤはほとんど追熟して糖度を増さない果物なので、甘味がないものが多い。
固定された品種できちんと樹上で完熟させる管理と施肥をすれば糖度も20度程度と甘くなるが、代わりに日持ちがしなくなるために一般市場には流通せず、そうしたものを目にする機会は少ない。
21世紀になって、日本においても沖縄県・奄美群島や九州での農業栽培がされるようになったため、栽培地周辺では糖度が高く、完熟に近いものも食べることができるようになった。また、九州沖縄以外でもハウス栽培が行われる例がみられる。日本で主に栽培されているのはレッドピタヤ、ホワイトピタヤ、イエローピタヤである。

## 園芸植物としてのドラゴンフルーツ

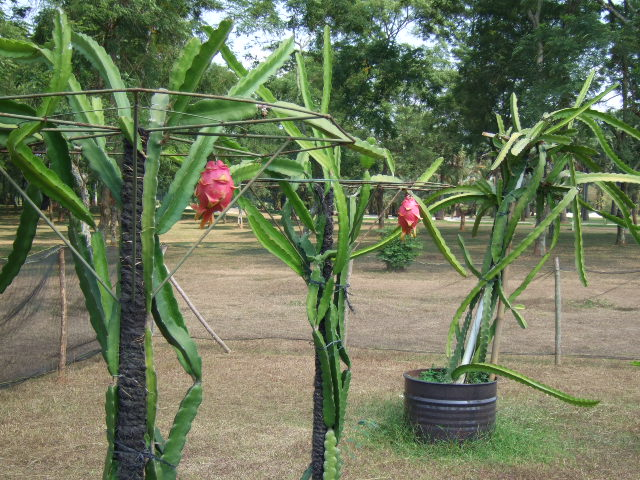
インドネシア、ムカルサリ果樹園のドラゴンフルーツ

### 特性
日本では園芸用としてこのサボテンの人気が上がってきており、苗木は標準和名のヒモサボテンやサンカクサボテンではなく「ドラゴンフルーツ」という園芸名で流通していることが多い。
森林性で非常に強壮なサボテンで、寒さに弱い点を除けばこれといって手のかかることはない。寒さには本当に弱く、霜が当たれば当然として、水面が凍結するような寒波に晒されても枯死する。そこに注意すれば、日当たりが良く水はけの良い土壌に植え付けるだけで誰でも簡単に栽培できる。本来は自由に成長させると10メートル程にもなる大型サボテンであり、新芽も1年で1メートル以上伸びることがままあるので強めの剪定が必要。こういった性質であるため狭い土地での路地栽培は困難である。サボテン種であるため日光に強いという感覚を抱きやすいが、原産地などでは強すぎる太陽光を遮るような工夫もされている。日本でも温室などで栽培するとまれに日焼けを起こすことがある。
登攀（とうはん）性の植物であるため自立はしないので支柱が必要。1メートル - 2メートル以上の大きさに育った株の下垂した枝に花が付くので、1メートルほど上方に伸ばしたら、そこから新たに出た枝を紐で縛って下に誘引（見た目が開いた傘のような感じになる）してやると良い。あまり伸ばしすぎると管理に支障を来たすので、ある程度の大きさになったらそれ以上伸びた部分は切り詰める。
寒さに弱いので、冬に8度以下になる地域では鉢植えにして室内に取り込んでおけば、後は断水気味に栽培すれば越冬可能。霜や雪、凍結に注意すれば枯らすことはまず無い。農薬や化学肥料などは必要とせず、時々有機肥料をやるくらいで良い。ただ、果実を充実させる為には11月ごろと3月頃に追肥してやった方が味の良い物が出来る。
流通している苗を入手することも出来るが、種子の発芽率が比較的高いので、市販されている果実から取り出した種子を撒くだけで容易に実生苗を得られる。

### ミニドラゴンフルーツ
ミニドラゴンフルーツは、ドラゴンフルーツの矮性品種として販売されているが、実際には別属のサボテンである。石化月下美人という名で販売されていることもある。成長しても20センチ - 40センチほどにしかならないので、比較的狭い場所でも栽培可能。栽培方法もドラゴンフルーツとさほど違いがないが、支柱は使わずとぐろを巻いたような独特な株姿を楽しむ。果実は小さいものの食べることができる。

## 品種

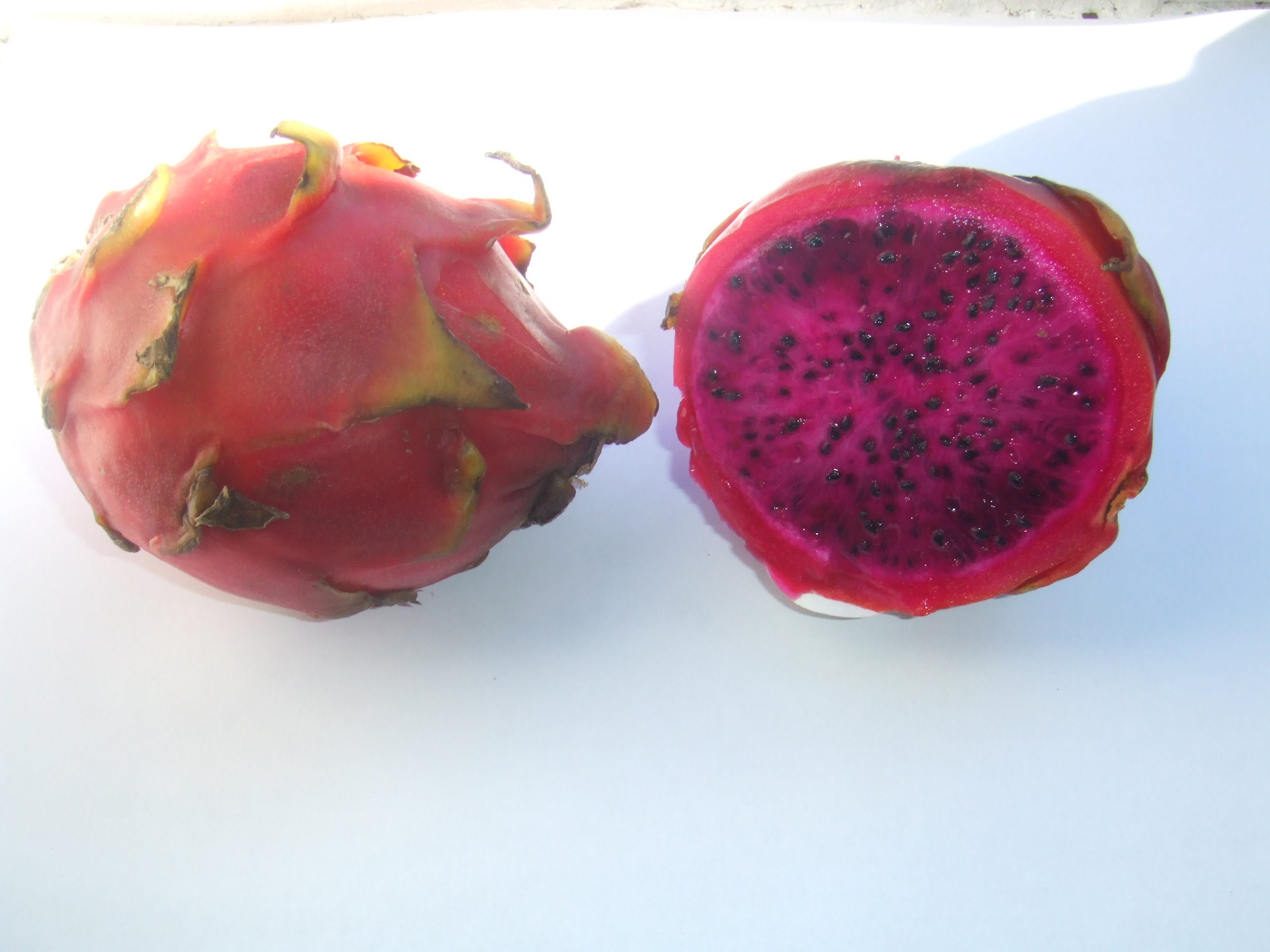
ドラゴンフルーツ果肉の赤い品種 Hylocereus costaricensis

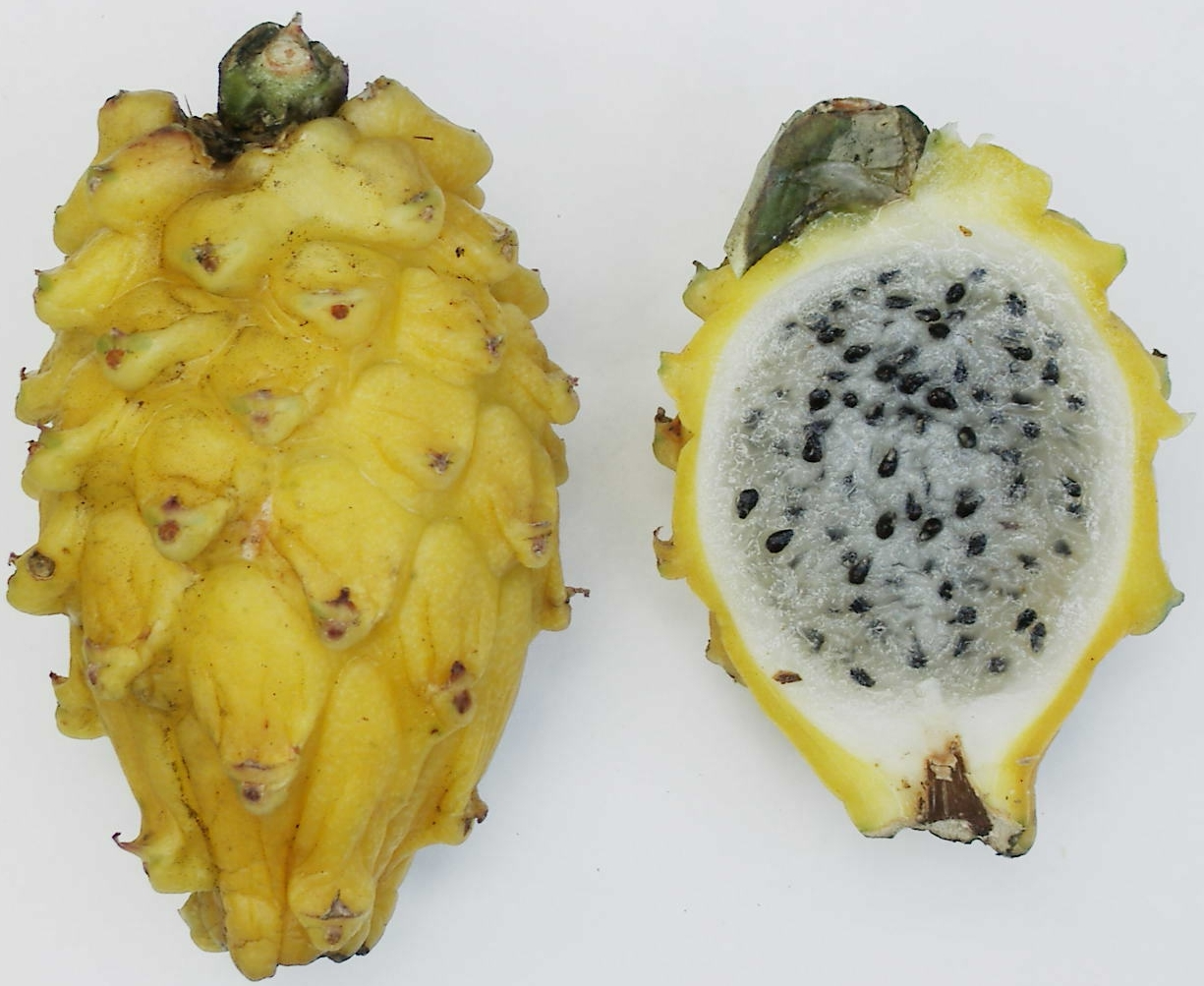
ピタヤ（イエローピタヤ） Selenicereus megalanthus

日本では販売する側も非常に大まかな区別しかしていないために、流通しているもののほとんどは正しい品種名が不明。実際には20種類を軽く越える品種が存在し、品種改良により新たな品種も生まれ続けている。
白肉種（Hylocereus undatus）
「ホワイトドラゴン」、「ホワイトピタヤ」などの商品名で販売。栽培が簡単で収穫量も多いため、ドラゴンフルーツの中では最大の生産量を誇る。自家親和性の品種と自家不親和性の品種がある。自家不親和性の品種は他の品種と交配しなければ結実しない。主にアメリカと台湾で品種改良が行われている。
赤肉種（Hylocereus costaricensis と Hylocereus polyrhizus の2種）
「レッドドラゴン」、「レッドピタヤ」などの商品名で販売。自家不親和性と自家親和性の2種類があり、自家不親和性のものは別の品種を植えなければ実が付かない。
黄皮白肉種（Hylocereus polyhizus）
「ゴールデンドラゴン」という商品名で販売。主にニュージーランド産のものが入ってきている。後述のイエローピタヤとは別物。
黄皮白肉種（Selenicereus megalanthus）
「イエローピタヤ」、「ゴールデンピタヤ」、「イエロードラゴン」などの商品名で販売。主にコロンビア産のものが入ってきている。これは前述のゴールデンドラゴンとは別属のSelenicereus属の果実で、Hylocereus属の物とは果実の形が異なる。自家親和性だが人工授粉した方が実の付きが良くなる。学術的には、この種を他のドラゴンフルーツと同属の（Hylocereus megalanthus）として扱う場合もある。
桃肉種
「ピンクドラゴン」という商品名で販売。日本で交配された品種と海外で交配された品種がある。日本産（Hylocereus undatus × Hylocereus ocanponis）は白肉種と赤肉種（明の明星）の交配種で、一般には今のところはこれ一種類しかないが、この品種を親としていくつかの品種が国内で作られ始めている。桃肉種は最新品種のためまだ一般の流通ルートなどで見かけることはあまりなく、通信販売などでの限定生産がメイン。海外のものは白肉種（Hylocereus undatus）と赤肉種（Hylocereus polyrhizus）の交配種で、数種類が存在する。近年になって岐阜県の農家がアメリカから導入したものが流通している。
橙色皮種（Hylocereus undatus × Selenicereus megalanthus または Hylocereus costaricensis × Selenicereus megalanthus ）
「オレンジドラゴン」という名称で栽培されている。白肉種と黄皮白肉種の雑種。果肉の色が白色か桃色、または赤色であり、味も様々である。しかし、まだ国内外共に選抜されて安定した品種が存在しないため、個人栽培や研究用に栽培されるだけで一般的に目にすることはほとんどない。また、果実も一般には流通していない。

## 生態
ピタヤおよび近縁の属に属している種の生態については、森林性のサボテンであり、また半着生の特殊なサボテンであるためあまりよく知られていなかった。そのため、沖縄県で急速に栽培面積を広げつつあるピタヤの生態調査は急務であった。琉球大学農学部が行った実験によると、ピタヤは、CAM型光合成植物であるが、乾燥帯に生息するサボテンよりも、高温、高湿度、そして低い温度変化で一番CAM性が認められたと記されており、これはピタヤが熱帯地方原産の種であるために森林環境下でも生息できるように適応したものと推測されている。また、同大学が行った二酸化炭素添加実験では、とくに低温下で二酸化炭素添加による二酸化炭素交換速度の上昇がみられた。現在も盛んに研究がおこなわれていく中で、徐々にピタヤに最適な栽培環境が確立されてきている。